# 松田向日葵
松田 向日葵（まつだ ひまわり、2004年8月2日 - ）は、日本の女子ラグビーユニオン選手。

## プロフィール
- ポジションはBK。
- 身長 161cm、体重 56kg
- 7人制女子日本代表に選ばれたことがある[1]。

## 略歴
3歳からラグビーを始めた。
2023年、追手門学院高校卒業後、追手門学院大学に入る。
2024年6月、世界学生選手権の7人制ラグビー日本代表メンバーに選ばれた。